# Megacorma remota
Megacorma remota là một loài bướm đêm thuộc họ Sphingidae. Loài này có ở Papua New Guinea.